# Boardwalk Records
Boardwalk Records foi uma gravadora fundada em 1980 por Neil Bogart. A gravadora obteve um enorme sucesso com Joan Jett antes de Neil Bogart morrer de câncer em 1982. Outros artistas da Boardwalk são: Curtis Mayfield,  Chris Montez, Ohio Players, Chris Chrisian e Ringo Starr. Chris Christian foi o primeiro artista a assinar com a Boardwalk.